# Хэймс, Мэтт
Мэтт Хэймс (англ. Matt Hames) — американский кёрлингист и тренер по кёрлингу.
Как тренер мужской сборной США участник чемпионата мира 2012 (заняли восьмое место).

## Команды
| Сезон   | Четвёртый       | Третий          | Второй          | Первый      | Запасной   | Турниры             |
| ------- | --------------- | --------------- | --------------- | ----------- | ---------- | ------------------- |
| 1996—97 | John Base       | Larry Show      | Мэтт Хэймс      | Wayne Lowe  |            |                     |
| 1998—99 | Scott Patterson | Phil Loevenmark | Jeff Steski     | Мэтт Хэймс  |            |                     |
| 1999—00 | Scott Patterson | Phil Loevenmark | John McClelland | Мэтт Хэймс  |            |                     |
| 2000—01 | Дэвид Карразерс | Мэтт Хэймс      | A.J. Hlady      | Simon Hames |            |                     |
| 2001—02 | Дэвид Карразерс | Мэтт Хэймс      | A.J. Hlady      | Simon Hames |            |                     |
| 2007—08 | Дин Геммелл     | Derek Surka     | Мэтт Хэймс      | Mark Mooney |            |                     |
| 2008—09 | Мэтт Хэймс      | Matt Mielke     | Билл Стопера    | Дин Геммелл |            |                     |
| 2009—10 | Мэтт Хэймс      | Билл Стопера    | Мартин Сатер    | Дин Геммелл |            | ЧСША 2010 (4 место) |
| 2012—13 | Хит Маккормик   | Билл Стопера    | Мартин Сатер    | Дин Геммелл | Мэтт Хэймс | ЧСША 2013 (4 место) |

(скипы выделены полужирным шрифтом)

## Результаты как тренера
национальных сборных:
| Год  | Турнир                                       | Сборная       | Место |
| ---- | -------------------------------------------- | ------------- | ----- |
| 2012 | Чемпионат мира по кёрлингу среди мужчин 2012 | США (мужчины) | 8     |

клубных команд:
| Год  | Турнир                                                                                        | Скип команды | Место |
| ---- | --------------------------------------------------------------------------------------------- | ------------ | ----- |
| 2005 | Чемпионат США по кёрлингу среди женщин 2005 (Американский олимпийский отбор по кёрлингу 2005) | Патти Ланк   | 3     |